# لياندرو ساليانو
لياندرو ساليانو (بالبرتغالية: Leandro Salino do Carmo‏) (22 أبريل 1985 جويز دي فورا البرازيل - ) هو لاعب كرة قدم برازيلي، يلعب كلاعب وسط.

## روابط خارجية
- لياندرو ساليانو على موقع الاتحاد الأوربي (الإنجليزية)
- لياندرو ساليانو على موقع قاعدة بيانات كرة القدم.إي يو (الإنجليزية)
- لياندرو ساليانو على موقع Soccerway.com (الإنجليزية)
- لياندرو ساليانو على موقع عالم كرة القدم.نت (الإنجليزية)